# STS-113
STS-113 foi uma missão da NASA realizada entre 24 de novembro e 7 de dezembro de 2002, no qual a tripulação do Endeavour passou quatorze dias em órbita da Terra, fazendo uma extensão da estrutura principal  da Estação Espacial Internacional e realizando a troca de integrantes da Expedição 5 pela da  Expedição 6, a bordo da estação.

## Tripulação
Parte da missão da STS-113 era transportar até a ISS os integrantes da Expedição 6 e recolher para retorno à Terra os integrantes da Expedição 5, depois de seis meses em órbita:
| Posição                  | Tripulantes           | Duração          | Pousou na   |
| ------------------------ | --------------------- | ---------------- | ----------- |
| Comandante               | James D. Wetherbee    | 13d 18h 47m 25s  | STS-113     |
| Piloto                   | Paul S. Lockhart      | 13d 18h 47m 25s  | STS-113     |
| Especialista de Missão 1 | Michael López-Alegría | 13d 18h 47m 25s  | STS-113     |
| Especialista de Missão 2 | John B. Herrington    | 13d 18h 47m 25s  | STS-113     |
| Especialista de Missão 3 | Kenneth D. Bowersox   | 161d 01h 14m 38s | Soyuz TMA-1 |
| Especialista de Missão 4 | Nikolai M. Budarin    | 161d 01h 14m 38s | Soyuz TMA-1 |
| Especialista de Missão 5 | Donald R. Pettit      | 161d 01h 14m 38s | Soyuz TMA-1 |

### Retornando da ISS
| Posição           | Tripulantes        | Duração          | Lançou na |
| ----------------- | ------------------ | ---------------- | --------- |
| Tripulante da ISS | Valeri G. Korzun   | 184d 22h 14m 23s | STS-111   |
| Tripulante da ISS | Peggy A. Whitson   | 184d 22h 14m 23s | STS-111   |
| Tripulante da ISS | Sergei I. Treschev | 184d 22h 14m 23s | STS-111   |

## Missão

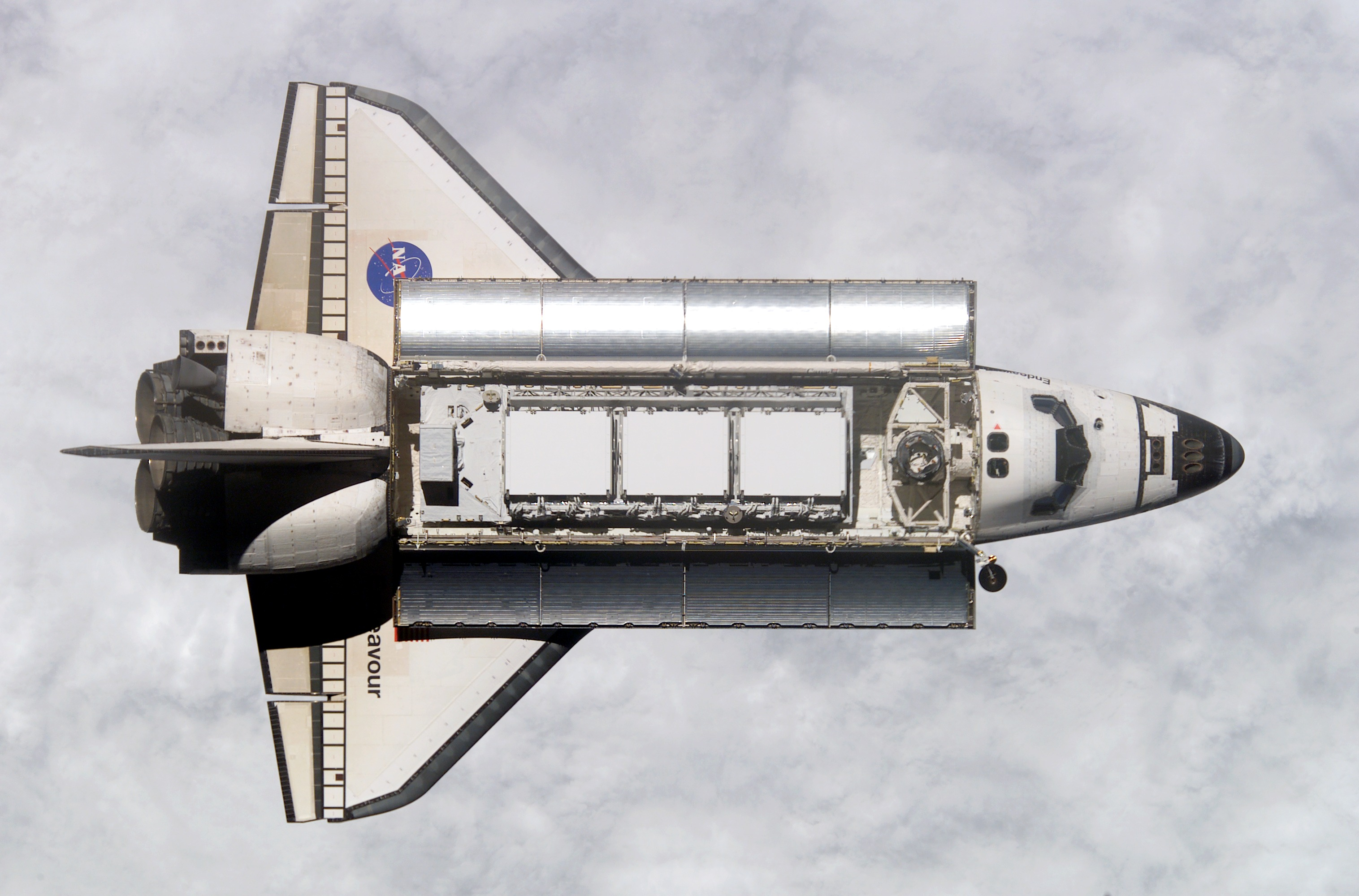
A estrutura metálica P1 Truss a bordo da Endeavour.

Comandada e pilotada pelos astronautas Jim Wetherbee e Paul Lockhart, o ônibus espacial se acoplou com a ISS em 25 de novembro para sete dias de tarefas na estação, caminhadas no espaço, transferência de equipamento e pessoal e a continuação da montagem da ISS.
Este foi o último voo da Endeavour antes de começar seu período no programa de modificações estruturais e manutenção do ônibus espacial, que se prolonga até 2007, e o último voo de um ônibus espacial antes da tragédia da nave Columbia em fevereiro do ano seguinte.
- A principal tarefa da missão STS-113 foi a montagem de um segmento chamado P1 Truss na estação, que proporcionou um suporte estrutural para os radiadores da ISS. Três AEVs foram necessárias para instalar e colocar em condições operacionais este segmento. Além disso a tripulação transferiu cerca de duas toneladas de material científico, equipamentos e alimentos entre o ônibus espacial e a estação.

- A STS-113 também colocou na ISS a nova tripulação da Expedição 6 para uma estadia de trabalho de quatro meses, trazendo de volta os integrantes da Expedição 5, após passarem 186 dias no espaço.

- Foram colocados em órbita dois pequenos satélites de transmissão.

- Foi a última missão antes do acidente com o ônibus espacial Columbia, que iria paralisar os voos dos ônibus espaciais por quase três anos.